# Museo del Sonido
El Museo del Sonido es un museo dedicado a la historia del registro y la reproducción musical, ubicado en el barrio Yungay de la ciudad de Santiago, Chile. Inaugurado en el año 2019, fue impulsado a través de la Fundación Mariana Préndez de Casanueva tras adquirir la colección de fonógrafos y gramófonos de Arturo Gana.
Su colección permanente cuenta con varios gramófonos, discos de acetato y vinilos chilenos, todos acompañados con textos sobre la historia de los aparatos. También cuenta con grabaciones de discos, una sala central, una audiovisual, una tienda y un café.